# Палаццо Портинари-Сальвиати
Палаццо Портинари-Сальвиати (итал. Palazzo Portinari-Salviati, ранее Da Cepparello) — историческое здание, палаццо (дворец) во Флоренции, расположенное по адресу Виа дель Корсо 6, на углу Виа делло Студио. Это был один из важнейших дворянских дворцов в городе, богато украшенный произведениями искусства сначала семьей Портинари, а затем семьей Сальвиати, после чего в течение почти ста сорока лет здесь располагалась штаб-квартира банка. С 2022 года после реставрации в здании находится отель и несколько частных апартаментов.
Дворец фигурирует в списке, составленном в 1901 году Главным управлением древностей и изящных искусств, как монументальное здание, являющееся частью национального художественного наследия.

## История
На месте ныне существующего дворца Фолько Портинари, отец Беатриче, музы Данте Алигьери, и основатель Оспедале (госпиталя) Санта-Мария-Нуова, владел несколькими домами, которые между 1470 и 1480 годами были преобразованы его потомками в настоящий дворец. Архитектором, возможно, был Микелоццо ди Бартоломео.

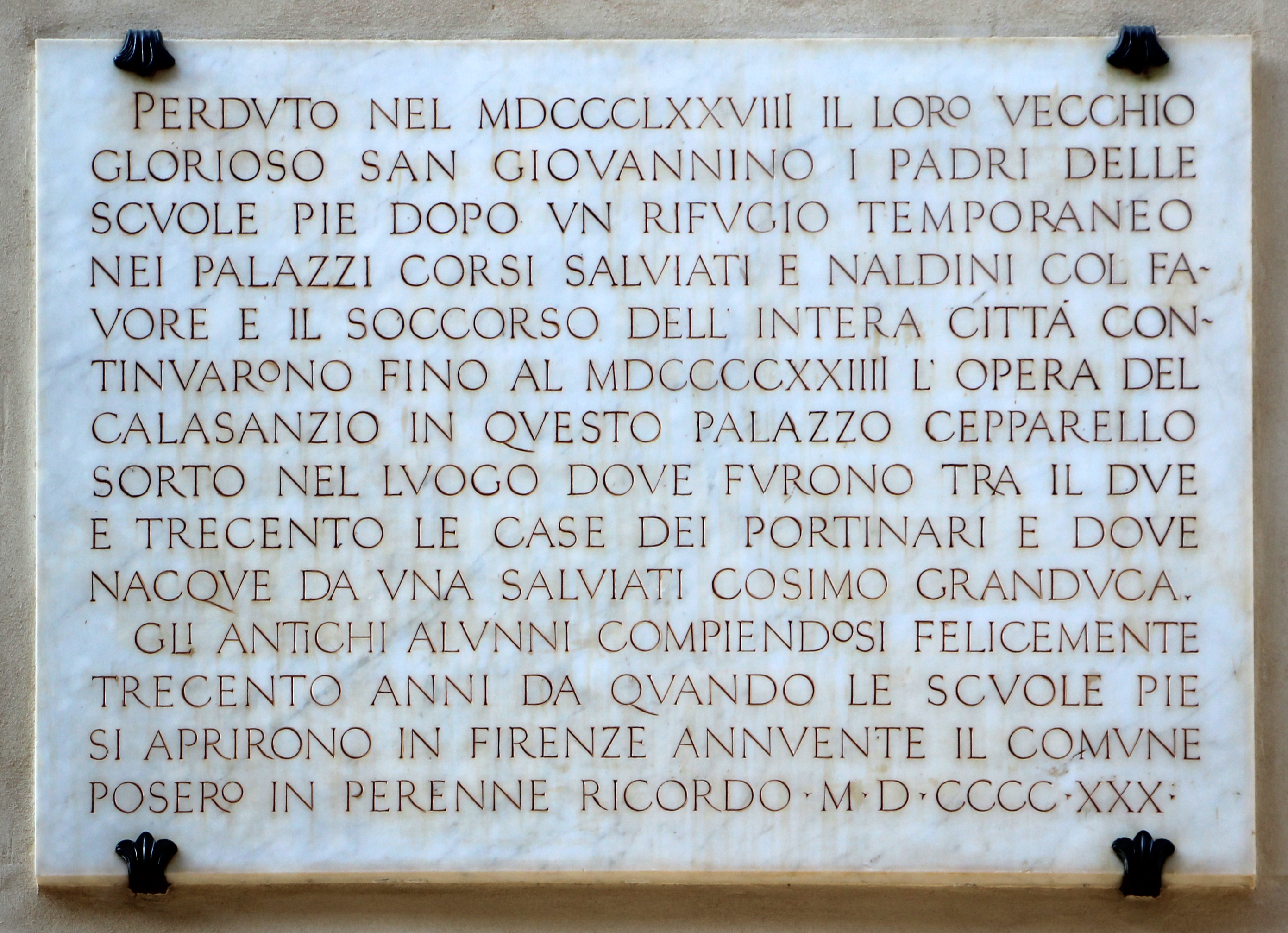
Мемориальные доски на фасаде здания

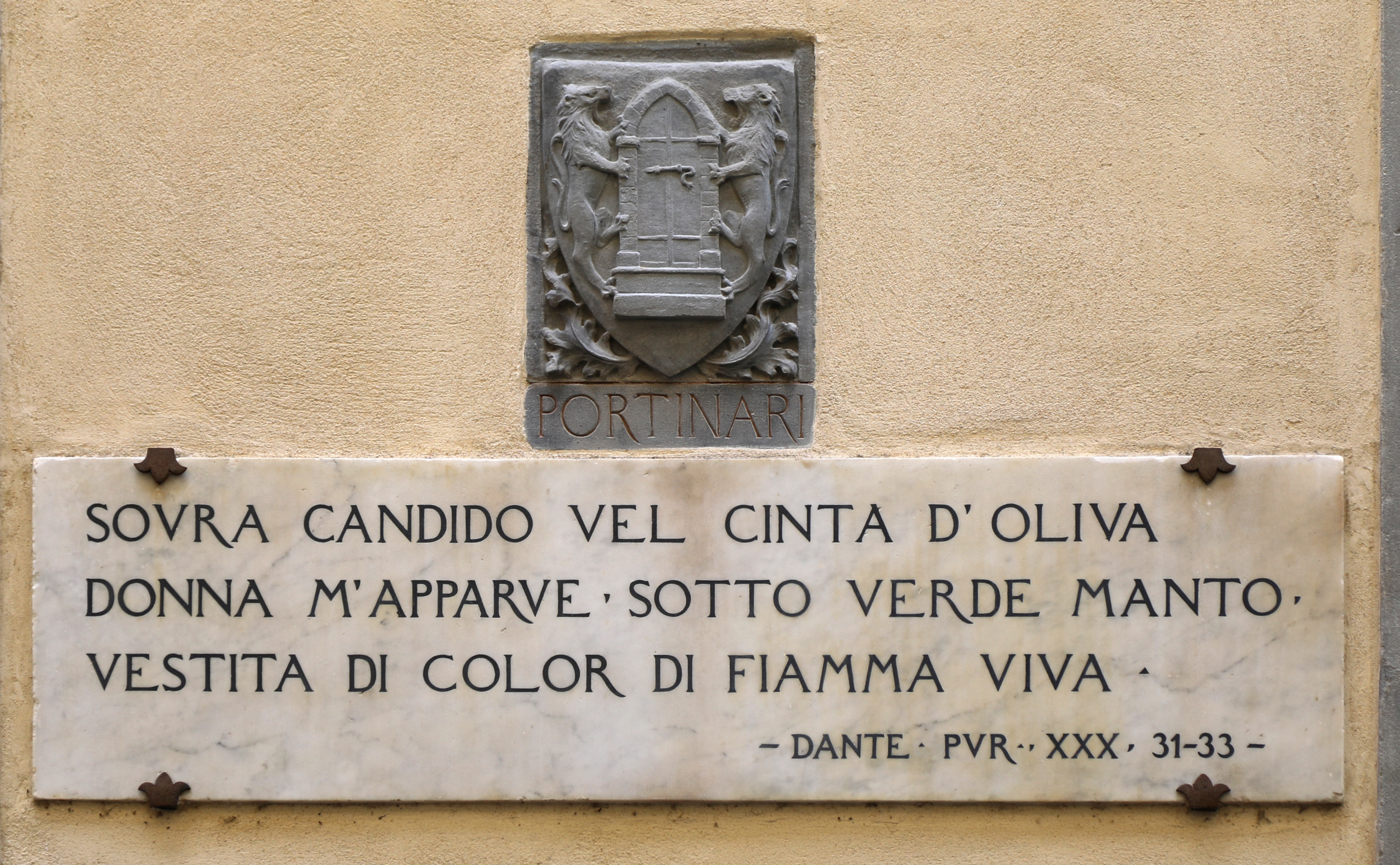

Через этот дворец «прошли» некоторые важные произведения искусства, такие как триптих Портинари работы работы нидерландского мастера Хуго ван дер Гуса или портреты Томмазо и Марии Портинари работы Ханса Мемлинга, а также триптих Бенедетто Портинари работы того же фламандского мастера.
В 1546 году дворец приобрел Якопо Сальвиати (муж Лукреции Медичи, дочери Лоренцо Великолепного), который с 1572 года стал расширять палаццо. Работы были завершены в 1578 году, возможно, под руководством Бартоломео Амманати или Алессандро Аллори.
Расширение дворца семьёй Сальвиати продолжалось между 1679 и 1698 годами. В 1708 году здесь останавливался король Дании Фредерик IV, приехавший в Тоскану, чтобы встретиться со своей юной любовью Марией Маддаленой Трента из Лукки, которая к тому времени стала монахиней. Семья Сальвиати также хранила в своих коллекциях произведения выдающихся художников, таких как Донателло, Верроккьо, Челлини, Баччо Бандинелли, Андреа дель Сарто, Бронзино и Корреджо.
В XVIII веке дворец менял хозяев, в 1803 году перешёл по наследству к Пьетро Леопольдо ди Джанноццо да Чеппарелло, затем его выкупил муниципалитет Флоренции, который разместил там лицей (Liceo Ginnasio Fiorentino). Во времена, когда Флоренция была столицей Италии (1865—1871), здание было переоборудовано для размещения Министерства юстиции и культа, а позднее банков различного профиля. После дальнейшей реставрации палаццо был вновь открыт в 2022 году для жилого и коммерческого использования.

## Архитектура и произведения искусства
На фасаде здания находится мемориальная доска, датированная 1830 годом, которая увековечивает переезд отцов-пиаристов (когда они были изгнаны из бывшего иезуитского монастыря на Виа де Мартелли), и ещё одна, увенчанная щитом с гербом Портинари (у закрытой двери, размещенным на двух ступеньках и поддерживаемым двумя львами), которая напоминает о фигуре Беатриче Портинари из поэзии Данте.
Главный двор, ныне крытый, имеет большие лоджии с четырёх сторон, а в центре находится статуя Козимо I Медичи, переделанная из римского торса в кирасе, а также отдельная позднеготическая фреска с изображением Мадонны с Младенцем, святыми Иоанном Крестителем и Зиновием, возможно, относящаяся к первому десятилетию пятнадцатого века.
Помимо многих произведений искусства, хранящихся внутри, здесь также находится небольшой дворик Императоров с портиком с двух сторон, украшенными бюстами императоров работы Джамболоньи, мозаичным полом из речной гальки и сводами, расписанными фресками с фигурами и гротесками, а также циклом «Историй Одиссеи» Алессандро Аллори (1580). В соседней комнате также находятся две фрески на сюжеты «Илиады» (того же автора, включенные в декорацию XVIII века), а в другой — «Подвиги Геракла» в сложной гротескной декорации, также работа Аллори и его мастерской. В капелле дворца, посвящённой Святой Марии Магдалине, находятся другие фрески Аллори.
Среди помещений на первом этаже выделяется галерея с росписями «Боги Олимпа» работы Томмазо Герардини (1783). Произведение Донателло «Вручение ключей апостолу Петру», ранее находившееся в палаццо, теперь хранится в Музее Виктории и Альберта в Лондоне.

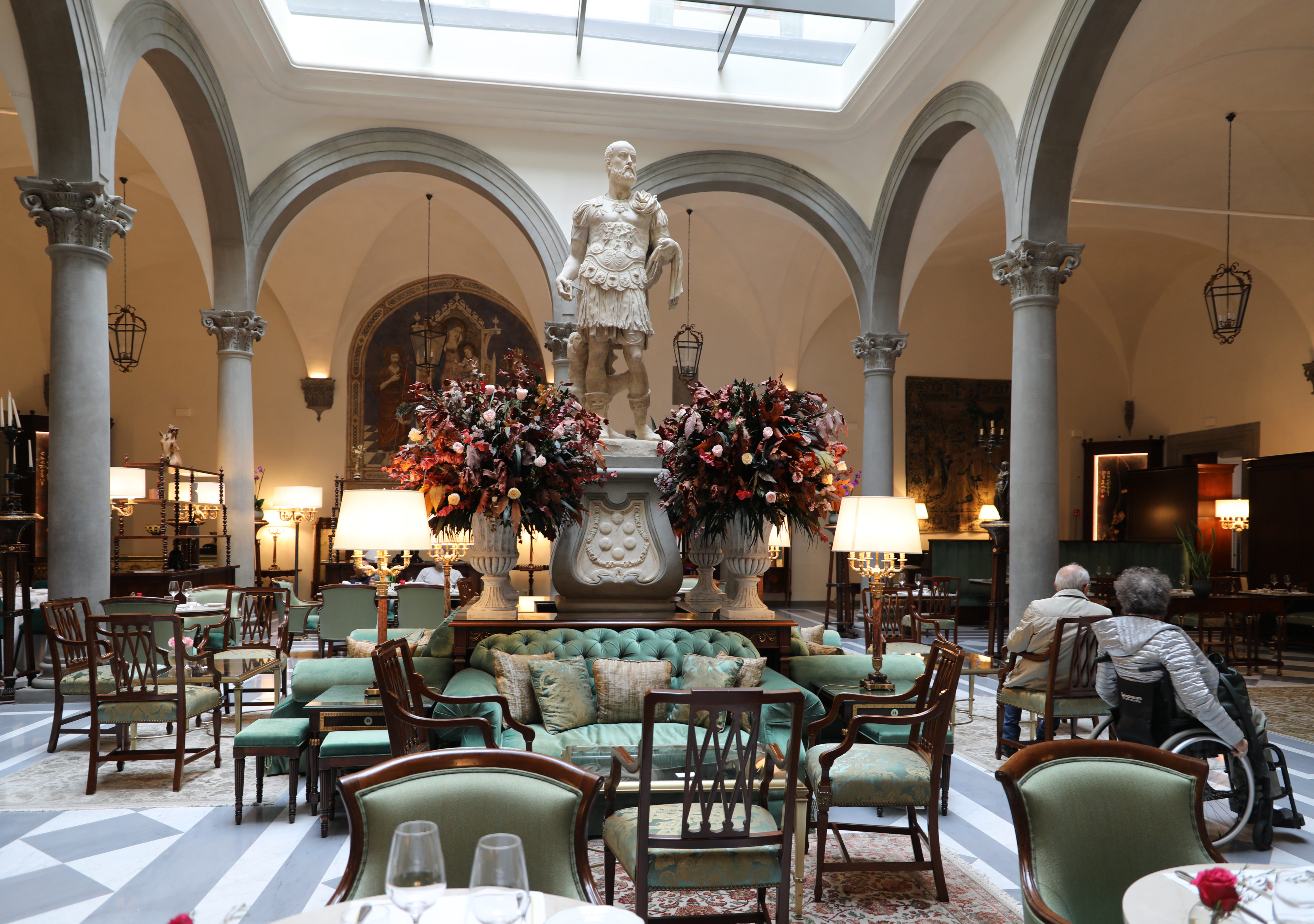
Кортиле (двор)
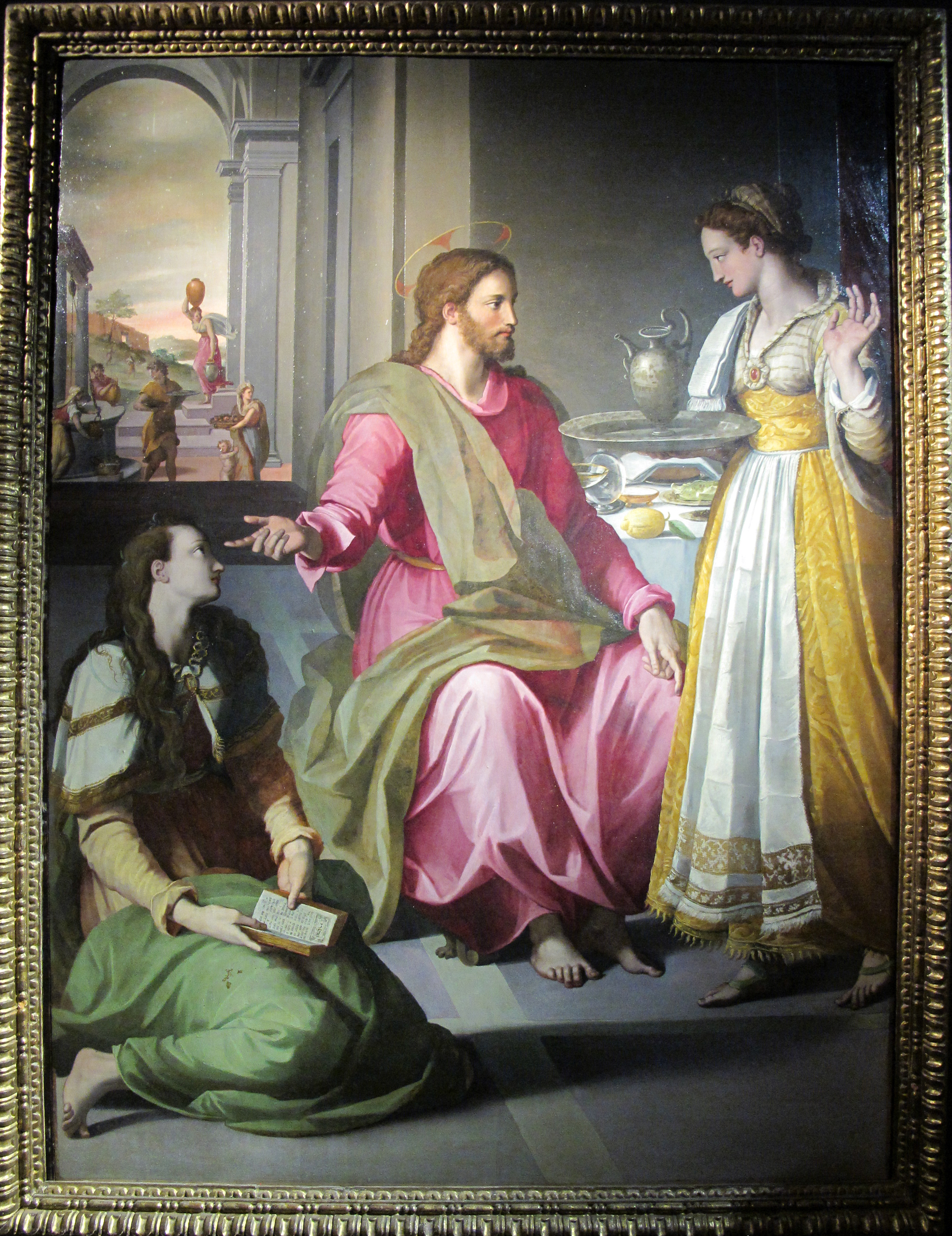
A. Аллори. Христос в доме Марфы и Марии. 1578. Фреска. Капелла Святой Марии Магдалины
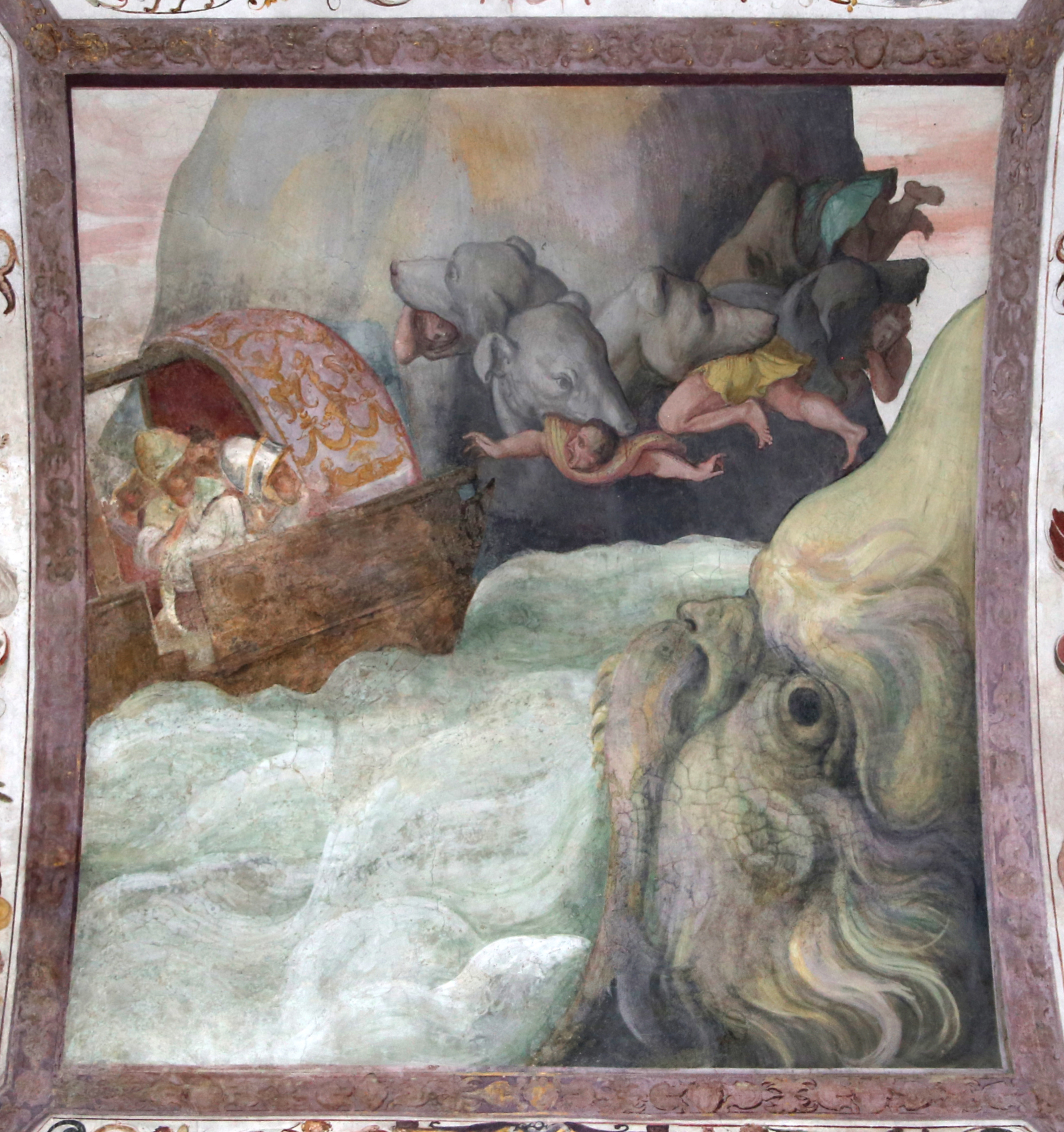
А. Аллори. Корабль Одиссея между Сциллой и Харибдой. 1575. Деталь фрески
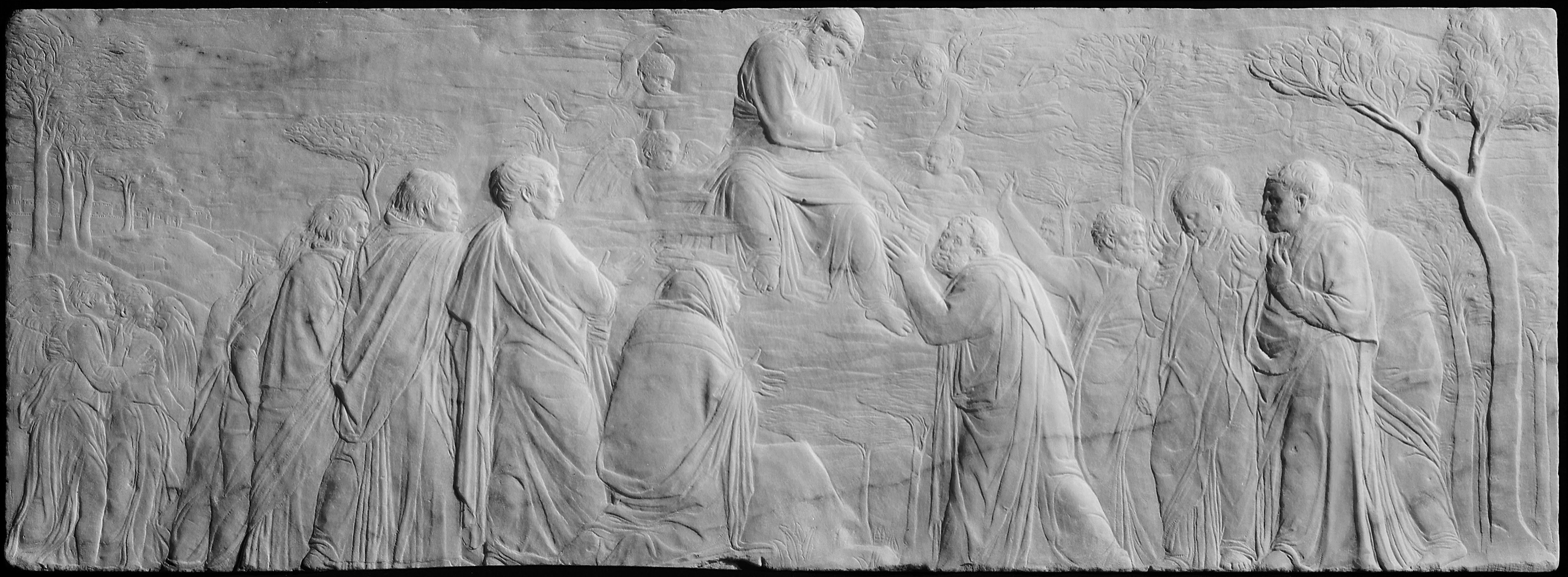
Донателло. Вручение ключей апостолу Петру. Мрамор. Музей Виктории и Альберта, Лондон
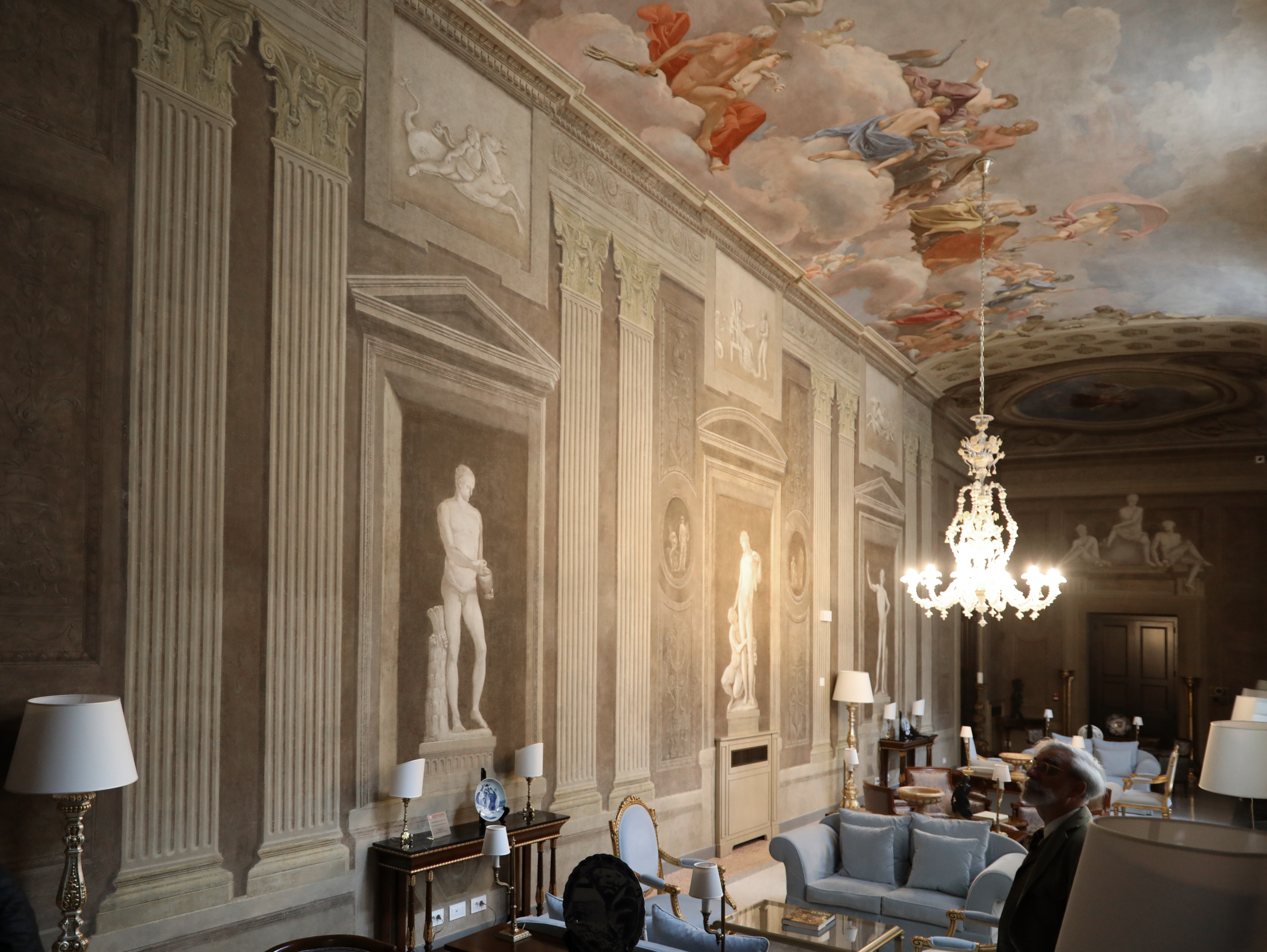
Галерея "Боги Олимпа". Росписи Томмазо Герардини. 1783
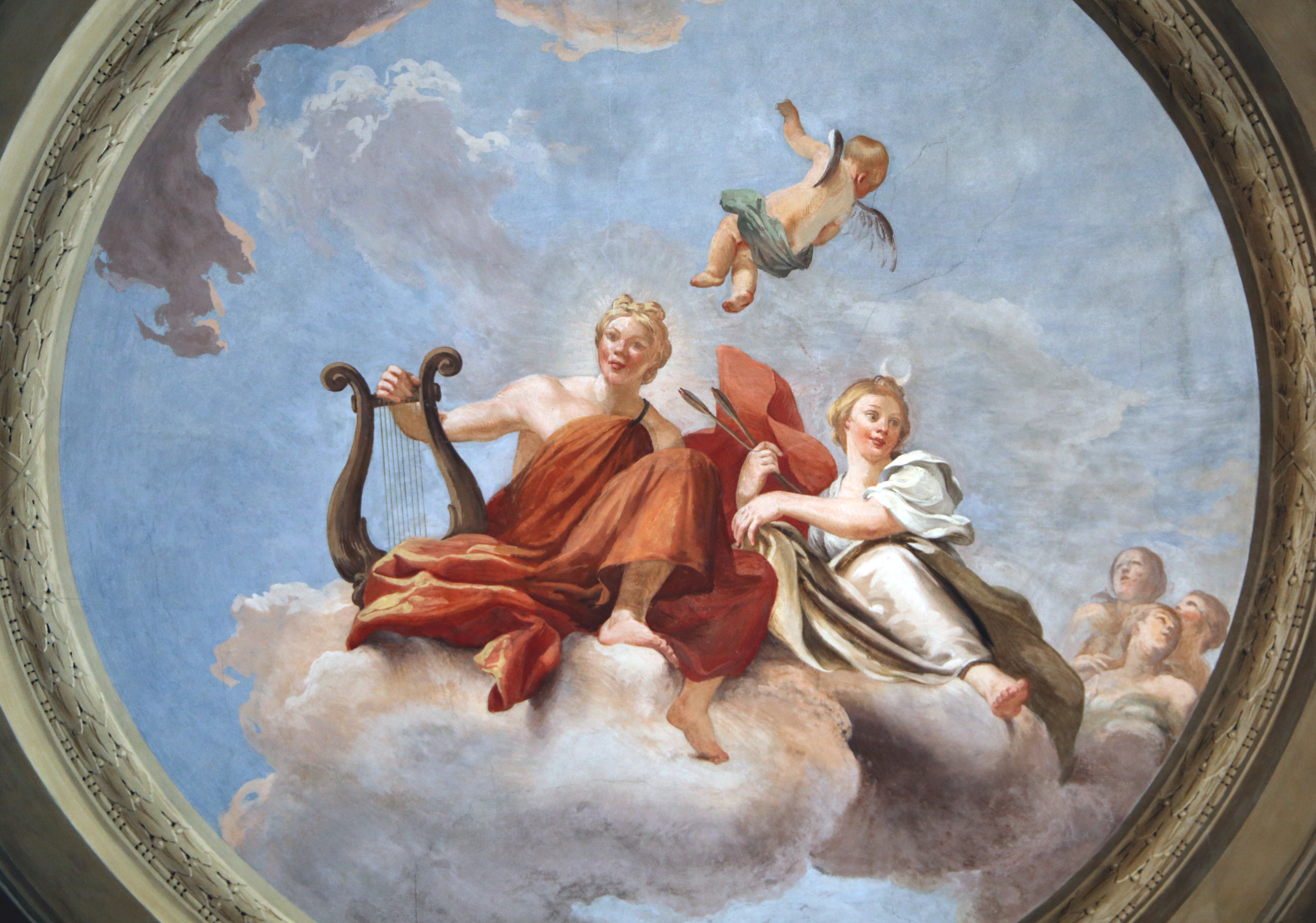
Томмазо Герардини. Аполлон и Артемида. Роспись плафона галереи «Боги Олимпа». 1783